# Guido Forti
Pour les articles homonymes, voir Forti.
Guido Forti (né le 10 juillet 1940 à Alexandrie où il est décédé le 11 janvier 2013) est un pilote automobile italien, cofondateur et directeur d'écurie de l'ancienne écurie Forti Corse.

## Biographie
Guido Forti fonde, avec l'ingénieur Paolo Guerci, l'écurie Forti Corse à la fin des années 1970. En 1977, son écurie remporte le championnat d'Italie de Formule Ford 2000 avec Teo Fabi avant de se lancer dans le championnat italien de Formule 3, qu'il remporte à quatre reprises. 
En 1987, Forti engage son écurie en championnat international de Formule 3000 en utilisant un châssis Dallara 3087. Il faut attendre 1989 pour voir l'écurie italienne obtenir son premier podium avec Claudio Langes puis 1990 pour que Gianni Morbidelli remporte la première victoire. 
En 1995, Guido Forti décide de disputer le championnat du monde de Formule 1 en engageant les Brésiliens Roberto Moreno et Pedro Diniz. Ce dernier, avec sa famille, assure la majeure partie du budget de l'écurie. La monoplace utilisée par Forti est une Formule 3000 adaptée à la réglementation de la Formule 1, ce qui contraint l'écurie à lutter en  fond de grille. Malgré une première saison 1995 sans aucun point et le départ de Diniz chez Ligier, Forti dispute le championnat 1996 avec les Italiens Luca Badoer et Andrea Montermini. La nouvelle règle des 107 % instaurée en qualifications est un couperet pour Forti qui parvient rarement à se qualifier pour la course.
Guido Forti vend 51 % son écurie à l'écurie de Formule 3000 irlandaise Shannon Racing. À la suite de ce partenariat, les livrées des monoplaces passent du jaune au vert-blanc-rouge. Un litige entre Guido Forti et Shannon Racing sur la propriété de l'écurie, lié au non-paiement de Shannon aboutit à la faillite de Forti Corse et son retrait en Formule 1. Les écuries dirigées par Shannon Racing dans les autres Formules disparaissent également.
Guido Forti revient au sport automobile en 2003 comme employé d'une écurie d'Auto GP. Il meurt le 11 janvier 2013 à 72 ans.